# 阿伊库尔
阿伊库尔（法語：Haillicourt，法語發音：[ajikuʁ]）是法国上法蘭西大區加来海峡省的一个市镇，属于贝蒂讷区。

## 地理
阿伊库尔（50°28'34"N, 2°35'5"E）面积4.46 平方千米，位于法国上法蘭西大區加来海峡省，该省份为法国北部沿海省份，西北濒北海，南至索姆省，东临北部省。
与阿伊库尔接壤的市镇（或旧市镇、城区）包括：埃迪尼厄勒-莱贝蒂讷、吕伊、布律埃-拉比西耶尔、乌尚、乌丹。

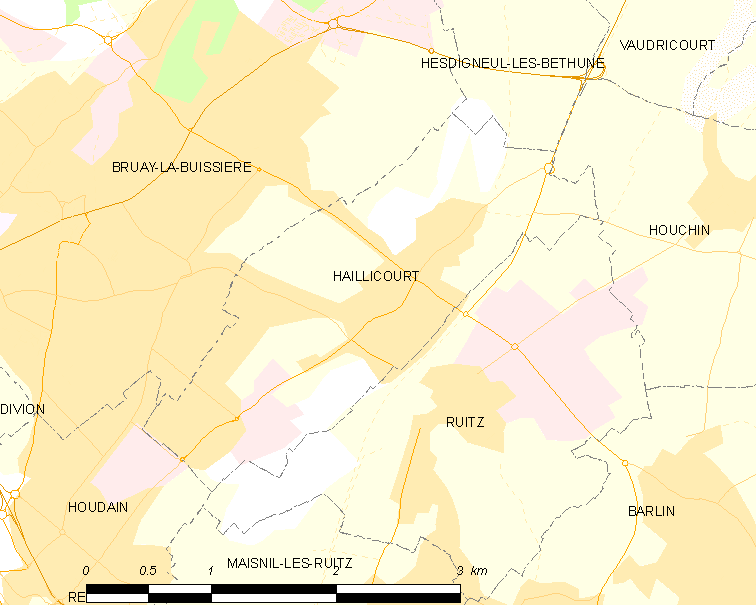
阿伊库尔的OSM定位图

阿伊库尔的时区为UTC+01:00、UTC+02:00（夏令时）。

## 行政
阿伊库尔的邮政编码为62940，INSEE市镇编码为62400。

## 政治
阿伊库尔所属的省级选区为讷莱米讷县。

## 人口

1962-2008年间阿伊库尔人口变化图示

阿伊库尔于2022年1月1日时的人口数量为4974人。